# Geranomyia discors
Geranomyia discors är en tvåvingeart som först beskrevs av Alexander 1980.  Geranomyia discors ingår i släktet Geranomyia och familjen småharkrankar.
Artens utbredningsområde är Ecuador. Inga underarter finns listade i Catalogue of Life.